# Церковь Косьмы и Дамиана (Кемцы)
Це́рковь святы́х бессре́бреников Косьмы́ и Дамиа́на находится в селе Кемцы Бологовского района Тверской области. Построена в 1813 году на деньги помещика Ивана Апполоновича Вергина.
Здание каменное, двухэтажное. Верхний этаж церкви не имел иконостаса. Всё было расположено на первом этаже. Здесь было два престола: во имя Косьмы и Дамиана и во имя великомученика Георгия.
В колокольне имелось пять колоколов, самый крупный из них весил 20 пудов. Главы церкви были обиты жестью, крест был из позолоченного железа. Купол церкви изнутри украшали изображения сцен Нового Завета.
Службу вели священник, дьякон, дьячок и пономарь.
Церкви принадлежала земля площадью 33 десятины.
Список церковной утвари на 1840 год: 5 крестов, 3 сосуда, 6 Евангелий, 3 кадила, 2 чаши медные, 7 подсвечников. Среди книг были и присланные Митрополитом Амвросием.
К Косьмодамианской церкви была приписана Троицкая церковь в селе Новотроицкое, построенная в 1763 году.
Церковь святых бессребреников Косьмы и Дамиана была разрушена в 1930-е годы. Её руины сохранились и по сей день.